# Совере
Со̀вере (на италиански: Sovere; на ломбардски: Sòer, Соер) е градче и община в Северна Италия, провинция Бергамо, регион Ломбардия. Разположено е на 375 m надморска височина. Населението на общината е 5303 души (към 2017 г.).